# Leiva (cantante)
Leiva, pseudonimo di José Miguel Conejo Torres (Madrid, 30 aprile 1980), è un musicista e cantautore spagnolo.
Dal 2001 al 2011 suona insieme a Rubén Pozo nella rock band Pereza, con la quale registra 6 album. Nel 2012 incomincia la carriera solista, registrando 4 album.

## Biografia
Nasce a Vallecas e cresce nel quartiere di Alameda de Osuna, a nord-est di Madrid, dove studia nel Colegio Público Villa de Madrid. La sua grande passione è il calcio unita alla sua grande somiglianza, da piccolo, al calciatore brasiliano Leivinha, che giocava nell'Atlético de Madrid, squadra di cui è tifoso, da qui nasce il soprannome di Leiva, che più tardi utilizzò come nome d'arte.
È fratello del musicista Juancho, cantante dei Sidecars, del quale Leiva ha prodotto due dischi.

### Con Pereza
I suoi inizi nel mondo della musica hanno avuto luogo a Toledo, la città di suo padre, in cui suonò per la festa estiva del 1994. Più tardi entrò nella band Malahierba, nella quale suonava la batteria. Nel 1998 formò una band con Rubén Pozo, chitarra e voce, e come batteria Tuli, con l'intenzione di fare cover della band Leño, ma col passare del tempo si convertirono in Pereza, registrando l'omonimo disco, Pereza, che fu pubblicato nel 2001, senza molto successo.
A partire dal secondo disco, Algo para cantar (2003), la formazione del gruppo di riduce a due, Leiva y Rubén, e a partire da qui e soprattutto col successivo disco, Animales (2005), incomincia la notorietà. Successivamente pubblicano altri tre dischi Los amigos de los animales (2006), Aproximaciones (2007) e Aviones (2009).
Il successo incomincia ad aprirgli le porte fuori dalla Spagna, soprattutto in Argentina, dove si esibisce insieme con Joaquín Sabina nello Estadio La Bombonera di Buenos Aires. Nel settembre 2011 esce un comunicato dove la band spiega che si separerà per proseguire un cammino da solista. La loro ultima esibizione insieme, come band, si è svolta nel giugno 2012 al Palacio de Vistalegre.

### In solitaria
Nel 2010 realizza la colonna sonora del film di Achero Mañas, Todo lo que tú quieras.
Il primo disco di Leiva da solista è Diciembre, pubblicato nel 2012 e autoprodotto. Riceve molte critiche positive e il riconoscimento del Premio Rolling Stone al miglior disco dell'anno e due nomination ai Grammy Latinos.
Fuori dai Pereza, Leiva non suona da solo. Circondato da ex membri della sua ex band e da altri che hanno aderito al progetto, formerà la Leiband, un gruppo di musicisti che lo accompagneranno nelle tournée e nei lavori successivi. A gennaio del 2014 esce il suo secondo album, dal titolo Pólvora, una coproduzione con il musicista spagnolo Carlos Raya e Joe Blaney. Leiva riceve il disco d'oro con Pólvora y Diciembre dopo un mese di pubblicazione dell'album e dopo essere rimasto per due settimane al numero 1 degli album più venduti in Spagna.
Nel giugno del 2014, la iconica band britannica The Rolling Stones decide di contare sulla Leiband per aprire il concerto all'Estadio Santiago Bernabéu di Madrid.
Nell'agosto del 2016, Leiva lancia il suo terzo disco, Monstruos, prodotto per Carlos Raya  e con Joe Blaney come ingegnere del suono. Il disco gli vale nuovamente un disco d'oro 2017. Inoltre, diverse canzoni di questo disco raggiungono le vette delle più importanti radio spagnole.
Nello stesso anno va in tour in Spagna e Sudamerica, producendo anche un disco per Abel Pintos, 11, e uno per Joaquín Sabina, Lo niego todo. Entrambi i dischi saranno di enorme successo tra pubblico e critica.
Per finire un gran 2017, compone la colonna sonora del film La llamada. La canzone principale viene nominata per diversi premi come il X Premios Gaudí o il XXXII Premios Goya, e viene premiata come miglior canzone originale. Più tardi, la canzone viene certificata come Disco di Platino dopo aver venduto oltre 40 000 copie.
Nel dicembre del 2018 Leiva preannuncia l'uscita del nuovo disco intitolato Nuclear.
Tra dicembre 2018 e febbraio 2019, il cantante fa uscire quattro singoli del nuovo lavoro No Te Preocupes por Mí, Nuclear, Lobos y En el espacio; anticipando che verrà messo in vendita a marzo 2019.
L'album riceve nuove critiche positive, e nella primavera 2019 il cantante incomincia un lungo tour che lo porterà fino in Messico, Argentina e Uruguay.

## Vita privata
Da sempre Leiva mantiene un profilo basso nella sua vita personale. È stato fidanzato con la cantautrice Alba Molina, con l'attrice Michelle Jenner ed attualmente è fidanzato con l'attrice Macarena García.

## Discografia

### Con Pereza
- 2001: Pereza (unico album del trio Rubén, Leiva y Tuli)
- 2002: Algo para cantar (primo album del duo Rubén y Leiva)
- 2003: Algo para encantar (DVD)
- 2004: Algo para cantar (edición especial)
- 2005: Animales
- 2005: Princesas (DVD)
- 2006: Los amigos de los animales (+DVD)
- 2006: Barcelona (DVD + CD)
- 2007: Aproximaciones
- 2009: Baires (libro CD y DVD)
- 2009: Aviones (+DVD)
- 2010: 10 años.

### In solitario
- 2012:  Diciembre
- 2014:  Pólvora
- 2016:  Monstruos
- 2019:  Nuclear

### Singoli
- 2012: Nunca nadie
- 2012: Eme
- 2014: Afuera en la ciudad
- 2014: Terriblemente cruel
- 2015: Sixteen (con Carlos Tarque e Fito)
- 2016: Sincericidio
- 2017: La llamada
- 2018: No te preocupes por mí
- 2019: Nuclear
- 2019: Lobos
- 2019: En el espacio

### Come produttore
- 2008: Sidecars - Sidecars
- 2010: Cremalleras - Sidecars
- 2016: 11 - Abel Pintos
- 2017: Lo niego todo - Joaquín Sabina

## Premi
Premio Goya
| Anno | Categoria                 | Pellicola  | Canzone      | Risultato          |
| ---- | ------------------------- | ---------- | ------------ | ------------------ |
| 2018 | Miglior canzone originale | La llamada | «La llamada» | Template:Vincitore |